# U-732
Unterseeboot 732 foi um submarino alemão do Tipo VIIC, pertencente a Kriegsmarine que atuou durante a Segunda Guerra Mundial.
O U-732 esteve em operação entre os anos de 1942 e 1943, realizando neste período 3 patrulhas de guerra, nas quais não afundou nenhuma embarcação aliada.
Foi afundado por cargas de profundidade no dia 31 de outubro de 1943,  lançadas pelos navios britânicos HMS Imperialist e HMS Douglas, causando a morte de 31 tripulantes e deixando 18 sobreviventes.

## Comandantes
| Comandante                | Data                                          |
| ------------------------- | --------------------------------------------- |
| Oblt. Claus-Peter Carlsen | 24 de outubro de 1942 - 31 de outubro de 1943 |

## Subordinação
Durante o seu tempo de serviço, esteve subordinado às seguintes flotilhas:
| Período                                     | Flotilha                                  |
| ------------------------------------------- | ----------------------------------------- |
| 24 de outubro de 1942 - 30 de abril de 1943 | 8. Unterseebootsflottille (treinamento)   |
| 1 de maio de 1943 - 31 de outubro de 1943   | 1. Unterseebootsflottille (serviço ativo) |

## Operações conjuntas de ataque
O U-732 participou das seguinte operações de ataque combinado durante a sua carreira:
- Rudeltaktik Meise (11 de abril de 1943 - 21 de abril de 1943)
- Rudeltaktik Specht (27 de abril de 1943 - 4 de maio de 1943)
- Rudeltaktik Fink (4 de maio de 1943 - 6 de maio de 1943)

## Coordenadas
1. ↑  em posição 35° 54' N 5° 52' O